# The Frisco Kid
The Frisco Kid é um filme estadunidense de 1979, dos gêneros comédia e western, dirigido por Robert Aldrich (que substituiu Dick Richards já na pré-produção) para a Warner Bros. Pictures.

## Elenco
- Gene Wilder...Avram Belinski
- Harrison Ford...Tommy Lillard
- Ramon Bieri...Senhor Jones
- Val Bisoglio...Chefe Nuvem Cinza
- George DiCenzo...Darryl Diggs (creditado como George Ralph DiCenzo)
- Leo Fuchs...Chefe Rabino
- Penny Peyser...Rosalie Bender
- William Smith...Matt Diggs
- Jack Somack...Samuel Bender
- Beege Barkette...Sarah Mindl Bender
- Shay Duffin...O'Leary
- Walter Janovitz...Ancião Amish (creditado como Walter Janowitz)
- Joe Kapp...Monterano
- Clyde Kusatsu...Senhor Ping (trabalhador chinês da estrada de ferro)
- Clifford A. Pellow...Senhor Daniels (creditado como Cliff Pellow)
- Eda Reiss Merin...Madame Bender

## Sinopse
Em 1850, depois de se ordenar rabino com péssimas notas, o polonês Avram Belinski é enviado aos Estados Unidos, país do qual era um entusiasta mas só conhecia de literatura popular. Ele chega à Filadélfia mas perde o navio que o levaria a San Francisco, devido a corrida do ouro que ocorria naquela região. Sem alternativas, ele aceita viajar de carroça com os irmãos Diggs, mas logo depois seus companheiros se revelam ladrões inescrupulosos que roubam todo os seus pertences. Andando a esmo pelos campos, ele avista um grupo de Amishes e os toma por judeus, mas logo percebe o engano. Os religiosos lhe ajudam a comprar a passagem de trem, mas a composição é assaltada pelo foragido solitário Tommy Lillard. O rabino não percebeu pois estava no banheiro durante a ação criminosa. Avram acaba se empregando como trabalhador da estrada de ferro e com o salário recebido compra um cavalo e comida para continuar a viagem até a Califórnia. No caminho ele se encontra com Lillard e não o reconhece. O pistoleiro percebe que o homem está perdido e resolve acompanhá-lo para mostrar-lhe a direção. Durante uma viagem difícil, ainda mais por Avram se recusar a cavalgar aos sábados, a dupla atravessará nevascas, enfrentará bandos armados e índios em pé-de-guerra, até chegar ao acerto final com os irmãos Diggs.